# Gremmeniella abietina
Der Pilz Gremmeniella abietina, teilweise noch bekannt unter den Synonymen Ascocalyx abietina und Scleroderris abietina, ist der Verursacher der Scleroderris-Krankheit der Koniferen. Die Scleroderris-Krankheit gehört zu den wichtigsten Baumkrankheiten in Europa, Nordamerika und auch Ostasien.

## Merkmale
An den abgestorbenen Knospen und Trieben kommt es bereits im ersten Krankheitsjahr zur Ausbildung von Pyknidien. In diesen werden typische sichelförmig gekrümmte Konidien gebildet, die zwei- bis sechszellig und farblos sind und 24–50 × 2,5 bis 3 μm groß werden. Die Hauptfruchtform entsteht erst im zweiten Jahr durch die Ausbildung von braunschwarzen 0,5 bis 1 mm große Apothecien. Deren Asci enthalten farblose, drei- bis vierzellige und 14 bis 20 × 3,3 bis 5 μm Ascosporen.

## Ökologie
Der Pilz löst die sogenannte Scleroderris-Krankheit aus, deren Krankheitsbild durch ein Triebsterben charakterisiert ist, das je nach Baumart und Virulenz von Rindenschäden begleitet wird. Der Pilz hat ein sehr breites Wirtsspektrum aus fast 50 Baumarten aus 7 verschiedenen Gattungen der Kieferngewächse. In Mitteleuropa ist vor allem die Schwarzkiefer betroffen, aber auch Fichte, Zirbelkiefer, Strobe, Küsten-Kiefer, Wald-Kiefer und Weißtanne. Bei der Schwarzkiefer zeigen sich die ersten Symptome im Winterhalbjahr: Die Knospenbasis wird braun und die Knospe verharzt. Bei einer Infektion am Langtrieb werden die Langtriebschuppen braun. Im Frühjahr werden die Nadeln dann von der Triebspitze abwärts braun und fallen ab. Im Zuge der Ersatztriebbildung kommt es unterhalb der abgestorbenen Bereiche zum Austrieb schlafender Knospen, was zu einer Verbuschung führt.
Bei der Fichte kommt es zu Schäden, wenn der Pilz über die Seitenäste in den Hauptstamm einwandert, so dass der darüberliegende Kronenteil unter Verbräunung der Nadeln abstirbt.
Die Ausbreitung des Pilzes wird durch niederschlagsreiche Sommer gefördert; in trockenen Sommern ist jedoch eine (temporäre) Erholung möglich. Bei chronischer Entwicklung können Bäume hingegen auch ganz absterben.

## Synonyme
- Brunchorstia pinea (P. Karst.) Höhn.: Anamorphe
- Lagerbergia abietina (Lagerberg)
- Ascocalyx abietina Lagerberg
- Scleroderris abietina Lagerberg
- Scleroderris lagerbergii

## Belege
- Heinz Butin: Krankheiten der Wald- und Parkbäume. Georg Thieme Verlag, 1983, ISBN 3-13-639002-4, S. 75ff